# Fußball-Weltmeisterschaft 2010/Brasilien
Brasilien schied zum zweiten Mal nacheinander im Viertelfinale gegen den späteren Vizeweltmeister aus und kann damit nicht mehr für sich in Anspruch nehmen auf jedem Kontinent, auf dem WM-Endrunden stattgefunden haben, mindestens einmal den Titel gewonnen zu haben. Nationaltrainer Dunga, dem das vorzeitige Aus angelastet wurde, trat nach der WM zurück und wurde durch Mano Menezes ersetzt.

## Qualifikation
Die Mannschaft qualifizierte sich über die Qualifikationsspiele des südamerikanischen Fußballverbandes CONMEBOL für die Weltmeisterschaft in Südafrika.
Alle zehn Mannschaften, die dem südamerikanischen Verband CONMEBOL angehörten, spielten in einer einzigen Gruppenphase mit Hin- und Rückspiel gegeneinander, wobei sich insgesamt 18 Begegnungen je Mannschaft ergaben. Die vier bestplatzierten Teams qualifizierten sich direkt für die Endrunde der Weltmeisterschaft 2010, wobei der Fünftplatzierte sich gegen den Viertplatzierten aus der CONCACAF-Qualifikation um einen Endrundenplatz messen musste. Brasilien stieg als Gruppensieger direkt in die Endrunde auf.

### Gruppenphase
14. Oktober 2007:
Kolumbien – Brasilien 0:0
17. Oktober 2007:
Brasilien – Ecuador 5:0 (1:0)
18. November 2007:
Peru – Brasilien 1:1 (0:1)
21. November 2007:
Brasilien – Uruguay 2:1 (1:1)
15. Juni 2008:
Paraguay – Brasilien 2:0 (1:0)
18. Juni 2008:
Brasilien – Argentinien 0:0
7. September 2008:
Chile – Brasilien 0:3 (0:2)
10. September 2008:
Brasilien – Bolivien 0:0
12. Oktober 2008:
Venezuela – Brasilien 0:4 (0:3)
15. Oktober 2008:
Brasilien – Kolumbien 0:0
29. März 2009:
Ecuador – Brasilien 1:1 (0:0)
1. April 2009:
Brasilien – Peru 3:0 (2:0)
6. Juni 2009:
Uruguay – Brasilien 0:4 (0:2)
10. Juni 2009:
Brasilien – Paraguay 2:1 (1:1)
5. September 2009:
Argentinien – Brasilien 1:3 (0:2)
9. September 2009:
Brasilien – Chile 4:2 (2:1)
11. Oktober 2009:
Bolivien – Brasilien 2:1 (2:0)
14. Oktober 2009:
Brasilien – Venezuela 0:0

## Brasilianisches Aufgebot
| Nr.               | Name           | Verein vor WM-Beginn    | Geburtstag | Spiele   | Tore     |          |          |          |          |
| Torhüter          | Torhüter       | Torhüter                | Torhüter   | Torhüter | Torhüter | Torhüter | Torhüter | Torhüter | Torhüter |
| ----------------- | -------------- | ----------------------- | ---------- | -------- | -------- | -------- | -------- | -------- | -------- |
| 1                 | Júlio César    | Inter Mailand           | 03.09.1979 | 5        | 0        | 0        | 0        | 0        |          |
| 12                | Heurelho Gomes | Tottenham Hotspur       | 15.02.1981 | 0        | 0        | 0        | 0        | 0        |          |
| 22                | Doni           | AS Rom                  | 22.10.1979 | 0        | 0        | 0        | 0        | 0        |          |
| Abwehrspieler     |                |                         |            |          |          |          |          |          |          |
| 2                 | Maicon         | Inter Mailand           | 26.07.1981 | 5        | 1        | 0        | 0        | 0        |          |
| 3                 | Lúcio          | Inter Mailand           | 08.05.1978 | 5        | 0        | 0        | 0        | 0        |          |
| 4                 | Juan           | AS Rom                  | 01.02.1979 | 5        | 1        | 1        | 0        | 0        |          |
| 6                 | Michel Bastos  | Olympique Lyon          | 02.08.1983 | 5        | 0        | 1        | 0        | 0        |          |
| 13                | Dani Alves     | FC Barcelona            | 06.05.1983 | 5        | 0        | 0        | 0        | 0        |          |
| 14                | Luisão         | Benfica Lissabon        | 13.02.1981 | 0        | 0        | 0        | 0        | 0        |          |
| 15                | Thiago Silva   | AC Mailand              | 22.09.1984 | 0        | 0        | 0        | 0        | 0        |          |
| 16                | Gilberto       | Cruzeiro Belo Horizonte | 25.04.1976 | 1        | 0        | 0        | 0        | 0        |          |
| Mittelfeldspieler |                |                         |            |          |          |          |          |          |          |
| 5                 | Felipe Melo    | Juventus Turin          | 26.06.1983 | 5        | 0        | 1        | 0        | 1        |          |
| 7                 | Elano          | Galatasaray SK          | 14.06.1981 | 2        | 2        | 0        | 0        | 0        |          |
| 8                 | Gilberto Silva | Panathinaikos Athen     | 07.10.1976 | 5        | 0        | 0        | 0        | 0        |          |
| 10                | Kaká           | Real Madrid             | 22.04.1982 | 4        | 0        | 1        | 1        | 0        |          |
| 17                | Josué          | VfL Wolfsburg           | 19.07.1979 | 1        | 0        | 0        | 0        | 0        |          |
| 18                | Ramires        | Benfica Lissabon        | 24.03.1987 | 4        | 0        | 2        | 0        | 0        |          |
| 19                | Júlio Baptista | AS Rom                  | 01.10.1981 | 1        | 0        | 0        | 0        | 0        |          |
| 20                | Kléberson      | Flamengo Rio de Janeiro | 19.06.1979 | 1        | 0        | 0        | 0        | 0        |          |
| Stürmer           |                |                         |            |          |          |          |          |          |          |
| 9                 | Luís Fabiano   | FC Sevilla              | 08.11.1980 | 4        | 3        | 1        | 0        | 0        |          |
| 11                | Robinho        | FC Santos               | 25.01.1984 | 4        | 2        | 0        | 0        | 0        |          |
| 21                | Nilmar         | FC Villarreal           | 14.07.1984 | 4        | 0        | 0        | 0        | 0        |          |
| 23                | Grafite        | VfL Wolfsburg           | 02.04.1979 | 1        | 0        | 0        | 0        | 0        |          |
| Trainer           |                |                         |            |          |          |          |          |          |          |
|                   | Dunga          |                         | 31.10.1963 |          |          |          |          |          |          |

## Vorrunde
| Rang | Land           | Tore | Punkte |
| ---- | -------------- | ---- | ------ |
| 1    | Brasilien      | 5:2  | 7      |
| 2    | Portugal       | 7:0  | 5      |
| 3    | Elfenbeinküste | 4:3  | 4      |
| 4    | Nordkorea      | 1:12 | 0      |

In der Vorrunde der Weltmeisterschaft 2010 in Südafrika traf die brasilianische Nationalmannschaft in der Gruppe G auf Nordkorea, Elfenbeinküste und Portugal. Nach einem knappen Sieg gegen Nordkorea und einem souveränen Sieg gegen die Elfenbeinküste genügte dem hohen Favoriten ein Unentschieden im abschließenden Spiel, um den Gruppensieg zu sichern.
- Dienstag, 15. Juni 2010; 20:30 Uhr in Johannesburg (Ellis-Park-Stadion)
 Brasilien –  Nordkorea 2:1 (0:0)

- Sonntag, 20. Juni 2010; 20:30 Uhr in Johannesburg (Soccer City)
 Brasilien –  Elfenbeinküste 3:1 (1:0)

- Freitag, 25. Juni 2010; 16:00 Uhr in Durban
 Portugal –  Brasilien 0:0

## Finalrunde

### Achtelfinale
Die Auswahl Brasiliens traf als Sieger der Gruppe G im Achtelfinale auf Chile, den Zweiten der Gruppe H.
- Montag, 28. Juni 2010; 20:30 Uhr in Johannesburg
 Brasilien –  Chile 3:0 (2:0)

### Viertelfinale
- Freitag, 2. Juli 2010; 16:00 Uhr in Port Elizabeth
 Niederlande –  Brasilien 2:1 (0:1)